# Denis Bećirović
Denis Bećirović (Tuzla, 28 de noviembre de 1975) es un profesor y político bosnio, miembro bosniaco de la Presidencia de Bosnia y Herzegovina. Es miembro de la Cámara de los Pueblos y es el actual vicepresidente del Partido Socialdemócrata. Anteriormente, Bećirović fue miembro de la Cámara de Representantes nacional de 2006 a 2018.
Nacido en Tuzla, se graduó de la Universidad de la ciudad en 1998. Bećirović se matriculó en estudios de posgrado en la Facultad de Filosofía de la Universidad de Sarajevo en 2000. Antes de su compromiso político, fue profesor de historia en una escuela primaria en Tuzla y, de 1998 a 2002, trabajó en la Escuela Secundaria de Economía de su ciudad natal.
Bećirović ha sido miembro del Partido Socialdemócrata desde 1993. En 1998, se convirtió en miembro del Parlamento Federal. Dos años más tarde ingresó a la Asamblea Cantonal de Tuzla y fue nombrado miembro de la Cámara Federal de los Pueblos. En las elecciones generales de 2006, Bećirović fue elegido miembro de la Cámara de Representantes nacional. En las elecciones generales de 2018, se postuló para un puesto en la Presidencia de Bosnia y Herzegovina como miembro bosnio, pero no fue elegido. Después de las elecciones generales, se convirtió en miembro de la Cámara Nacional de los Pueblos.
En las elecciones generales de 2022, ganó el puesto bosniaco para la presidencia del país. 

## Educación
Bećirović se graduó en 1998 de la Facultad de Filosofía de la Universidad de Tuzla. Se matriculó en estudios de posgrado en la Facultad de Filosofía de la Universidad de Sarajevo en 2000. Defendió su tesis de maestría en 2004 y su doctorado en 2010 en la Facultad de Filosofía de Sarajevo.

## Carrera profesional
Bećirović se unió al Partido Socialdemócrata en 1993 y ha ocupado varios cargos dentro del partido. Antes de su compromiso político, Bećirović fue profesor de historia en una escuela primaria en su ciudad natal de Tuzla, y de 1998 a 2002, trabajó en la Escuela Secundaria de Economía de su ciudad natal. Ha sido profesor asistente en la Facultad de Filosofía de Tuzla desde 2010. En 1998, Bećirović se convirtió en miembro del Parlamento Federal. Dos años más tarde, en las elecciones parlamentarias de 2000, ingresó a la Asamblea Cantonal de Tuzla ya la Cámara Federal de los Pueblos.
En las elecciones generales de 2002, Bećirović fue reelegido miembro de la Asamblea Cantonal y cuatro años más tarde, en las elecciones generales de 2006, se convirtió en miembro de la Cámara de Representantes nacional. También renovó su mandato en las elecciones generales de 2010. En las elecciones generales de 2014, Bećirović ganó su tercer mandato consecutivo en el Parlamento nacional.
En las elecciones generales de 2018, Bećirović se postuló para un escaño en la Presidencia de Bosnia y Herzegovina como miembro bosnio, pero no fue elegido, obteniendo el 33,53% de los votos, siendo elegido Šefik Džaferović del Partido de Acción Democrática con el 36,61% de los votos. el voto. En febrero de 2019, tras las elecciones, Bećirović fue nombrado miembro de la Cámara Nacional de los Pueblos.
La coalición liberal tripartita del Partido Socialdemócrata, Nuestro Partido y el partido Pueblo y Justicia, también apoyada por la Unión por un Futuro Mejor y la Unión Europea de los Pueblos, anunció la candidatura de Bećirović en las elecciones generales de Bosnia el 21 de mayo de 2022,  para miembro de la Presidencia y en representación de los bosnios.

## Vida personal
Bećirović está casado con Mirela Bećirović y tienen dos hijos. Viven en Tuzla.